# Wilhelm Seitz (Politiker, 1802)
Wilhelm Seitz (* 11. Dezember 1802 in Hechingen; † 31. August 1872 ebenda) war ein deutscher Wirt, Politiker und Abgeordneter der Hechinger Landesdeputation.

## Leben
Seitz war der Wirt der Gastwirtschaft zum Ochsen in Hechingen. Sein Bruder Friedrich Seitz war Eigentümer der Gastwirtschaft Linde-Post.
Seitz war seit 1835 Mitglied der Hechinger Landesdeputation, des Landtags des Fürstentums Hohenzollern-Hechingen. Er wurde 1835 im Wahlbezirk der Stadt Hechingen gewählt.